# Now 2 (série de Portugal)
Now 2 foi lançado a 17 de Julho de 2000. É a segunda edição da série de compilações Now That's What I Call Music!.

## Alinhamento de faixas
Disco 1
| N.º | Título                                        | Artista(s)              | Duração |  |
| 1.  | "Rhythm Divine"                               | Enrique Iglesias        |         |  |
| 2.  | "I Try"                                       | Macy Gray               |         |  |
| 3.  | "Sex Bomb"                                    | Tom Jones com Mousse T. |         |  |
| 4.  | "Waiting For Tonight"                         | Jennifer Lopez          |         |  |
| 5.  | "Kiss (When The Sun Don't Shine)"             | Vengaboys               |         |  |
| 6.  | "Born To Make You Happy (Edição de Rádio)"    | Britney Spears          |         |  |
| 7.  | "Glorious"                                    | Andreas Johnson         |         |  |
| 8.  | "Don't Be Stupid (You Know I Love You)"       | Shania Twain            |         |  |
| 9.  | "Show Me the Meaning of Being Lonely"         | Backstreet Boys         |         |  |
| 10. | "Gimme! Gimme! Gimme! (A Man After Midnight)" | A-Teens                 |         |  |
| 11. | "She's The One"                               | Robbie Williams         |         |  |
| 12. | "Sexual Healing"                              | Michael Bolton          |         |  |
| 13. | "Whatever You Need"                           | Tina Turner             |         |  |
| 14. | "The Best Of Me"                              | Bryan Adams             |         |  |
| 15. | "Different Roads"                             | Joe Cocker              |         |  |
| 16. | "Just My Imagination"                         | The Cranberries         |         |  |
| 17. | "Never Be The Same Again"                     | Melanie C               |         |  |
| 18. | "Everyday I Love You"                         | Boyzone                 |         |  |

Disco 2
| N.º | Título                                             | Artista(s)                       | Duração |  |
| 1.  | "Radio"                                            | The Corrs                        |         |  |
| 2.  | "Go Let It Out"                                    | Oasis                            |         |  |
| 3.  | "When We Are Together"                             | Texas                            |         |  |
| 4.  | "Why Does It Always Rain On Me? (Edição de Rádio)" | Travis                           |         |  |
| 5.  | "Don't Call Me Baby"                               | Madison Avenue                   |         |  |
| 6.  | "Don't Give Up"                                    | Chicane com Bryan Adams          |         |  |
| 7.  | "Moviin' Too Fast"                                 | Artful Dodger com Romina Johnson |         |  |
| 8.  | "Caught Out There"                                 | Kelis                            |         |  |
| 9.  | "Rainbow Country (Edição de Rádio)"                | Bob Marley vs. Funkstar De Luxe  |         |  |
| 10. | "Cartoon Heroes"                                   | Aqua                             |         |  |
| 11. | "Pure Shores"                                      | All Saints                       |         |  |
| 12. | "Sitting Down Here"                                | Lene Marlin                      |         |  |
| 13. | "I Need To Know (Versão Single)"                   | Marc Anthony                     |         |  |
| 14. | "Friends Forever"                                  | Thunderbugs                      |         |  |
| 15. | "Try Again"                                        | Lúcia Moniz                      |         |  |
| 16. | "Back At One"                                      | Brian McKnight                   |         |  |
| 17. | "Bag It Up"                                        | Geri Halliwell                   |         |  |
| 18. | "The Dolphin's Cry"                                | Live                             |         |  |